# Bi quan
Bi quan là một trạng thái tinh thần trong đó một kết quả không mong muốn được dự đoán từ một tình huống nhất định. Những người bi quan có xu hướng tập trung vào những tiêu cực của cuộc sống nói chung. Một câu hỏi phổ biến được yêu cầu để kiểm tra sự bi quan là "Cốc nước là một nửa vơi hay nửa đầy?"; trong tình huống này, một người bi quan được cho là nhìn thấy cái ly vơi một nửa, trong khi một người lạc quan được cho là nhìn thấy cái ly đầy một nửa. Trong suốt quá trình lịch sử, khuynh hướng bi quan đã có tác động đến tất cả các lĩnh vực tư duy chính.

## Khuynh hướng tâm lý
Theo tâm lý học, chủ nghĩa bi quan không chỉ đơn thuần là một tập hợp các suy nghĩ tiêu cực, mà còn là một cách nhìn nhận sự việc từ nhiều khía cạnh về kết quả cuối cùng của nó. Fuschia Sirois - một nhà nghiên cứu về tâm lý học sức khỏe tại Đại học Sheffield đã đề cập đến khái niệm "bi quan phòng thủ" trong nhiều bài báo của mình. Bi quan phòng thủ ám chỉ đến việc những người này có xu hướng quan tâm nhiều đến kết quả có thể xảy ra hơn là tập trung vào các khía cạnh tích cực. Khi những suy nghĩ này vượt quá mức chấp nhận của rào cản tâm lý, tâm trí có thể bị chi phối bởi lo lắng thái quá về mọi khía cạnh của cuộc sống.

## Bi quan triết học
Chủ nghĩa bi quan triết học là ý tưởng có liên quan đến việc nhìn thế giới theo cách hoàn toàn chống lại sự lạc quan. Hình thức bi quan này không phải là một dạng cảm xúc như thuật ngữ này thường ngụ ý. Thay vào đó, nó là một triết lý hoặc thế giới quan gán một giá trị tiêu cực cho cuộc sống và sự tồn tại, nó trực tiếp thách thức khái niệm tiến bộ và những gì có thể được coi là tuyên bố lạc quan dựa trên đức tin. Những người bi quan triết học thường tranh luận về sự phổ biến theo kinh nghiệm của nỗi đau so với sự vui vẻ, rằng cuộc sống về bản chất là bất lợi đối với sự sống, và sự tồn tại về cơ bản là vô nghĩa hoặc không có mục đích. Tuy nhiên, phản ứng của họ đối với tình trạng này rất đa dạng và có thể khẳng định sự sống.